# Kuçovë (okres)
Okres Kuçovë (albánsky Rrethi i Kuçovës) je jedním z třiceti šesti albánských okresů. V roce 2004 měl 35 000 obyvatel, jeho rozloha činí jen 112 km², a řadí se k těm nejmenším.
Kuçovský okres je jedním z nejvýznamnějších center albánského ropného průmyslu; jeho okresní město – Kuçovë bylo postaveno v 50. letech ve spolupráci se sovětskými odborníky (do roku 1990 neslo název Qytet Stalin - Stalinovo město). Přestože v této době bylo vybudováno mnoho infrastruktury, ropa se zde zpracovávala již v meziválečném období. V současné době se jí však již tolik jako dříve netěží; velká část zařízení určených k těžbě je mimo provoz, někde ropa i vytéká na povrch.
Ekonomicky se jedná o chudý kraj; dříve významná průmyslová odvětví se nedokázala adaptovat na nové podmínky. Okres navíc nedisponuje turistickými atrakcemi, jako například Berat či Gjirokastër.
V časech komunistické Albánie se jednalo o uzavřenou oblast, která měla též i svůj význam v obraně země; nacházela se zde letecká základna. Dnes je zchátralá a neslouží již svému účelu.